# Alain Hamer
Alain Hamer (Bereldange, 1965. december 10. –) luxemburgi nemzetközi labdarúgó-játékvezető.

## Pályafutása

### Nemzeti játékvezetés
Játékvezetésből Luxembourgban vizsgázott. Vizsgáját követően a Luxembourgi Labdarúgó-szövetség által üzemeltetett labdarúgó bajnokságokban kezdte sportszolgálatát. A Luxemburgi Labdarúgó-szövetség Játékvezető Bizottságának (JB) minősítésével a Éirepromotioun, majd 1993-tól a Nationaldivisioun játékvezetője. A Première divisionban 44 mérkőzést irányított. Küldési gyakorlat szerint rendszeres 4. bírói, illetve alapvonalbírói szolgálatot is végzett. A nemzeti játékvezetéstől 2010-ben visszavonult. Nationaldivisioun mérkőzéseinek száma: 80 (1997–2010).
| Időpont           | Helyszín                  | Mérkőzés típusa                    | Mérkőzés                     | Eredmény | Nézők száma |
| ----------------- | ------------------------- | ---------------------------------- | ---------------------------- | -------- | ----------- |
| 2010. október 23. | II. Lajos Stadion, Monaco | utolsó Nationaldivisioun mérkőzése | AS Monaco FC–Valenciennes FC | 0 – 2    | 5121        |

### Nemzetközi játékvezetés
A Luxemburgi labdarúgó-szövetség JB terjesztette fel nemzetközi játékvezetőnek, a Nemzetközi Labdarúgó-szövetség (FIFA) 1993-tól tartotta nyilván bírói keretében. A FIFA JB központi nyelvei közül a németet, a franciát, valamint az angolt beszéli. Az UEFA JB besorolás szerint 2004-től elit kategóriás bíró. Több nemzetek közötti válogatott, valamint UEFA-kupa, Kupagyőztesek Európa-kupája, Európa-liga és UEFA-bajnokok ligája klubmérkőzést vezetett, vagy működő társának 4. bíróként segített. A luxemburgi nemzetközi játékvezetők rangsorában, a világbajnokság-Európa-bajnokság sorrendjében az első helyet foglalja el 25 találkozó szolgálatával. Európai-kupamérkőzések irányítójaként az örök ranglistán a 12. helyet foglalja el 55 találkozóval. A nemzetközi játékvezetéstől 2010-ben a FIFA JB 45 éves korhatárát elérve búcsúzott. Válogatott mérkőzéseinek száma: 38.
| Időpont         | Helyszín              | Mérkőzés típusa           | Mérkőzés            | Eredmény | Nézők száma |
| --------------- | --------------------- | ------------------------- | ------------------- | -------- | ----------- |
| 1994. május 27. | St. Jakob-Park, Bázel | első válogatott mérkőzése | Svájc–Liechtenstein | 2 – 0    | 13 100      |

#### Labdarúgó-világbajnokság
Az U20-as, a 2001-es ifjúsági labdarúgó-világbajnokságona FIFA JB hivatalnokként foglalkoztatta.
| Időpont           | Helyszín                                  | Mérkőzés típusa              | Mérkőzés           | Eredmény | Nézők száma |
| ----------------- | ----------------------------------------- | ---------------------------- | ------------------ | -------- | ----------- |
| 2001. június 20.. | José Amalfitani Stadion, Buenos Aires     | csoportmérkőzés (A. csoport) | Egyiptom–Argentína | 1 – 7    | 25 000      |
| 2001. június 21.  | José María Minella Stadion, Mar del Plata | csoportmérkőzés (F. csoport) | Ghána–Irán         | 1 – 0    | 3 950       |
| 2001. június 24.  | Newell's Old Boys Stadion, Rosario        | csoportmérkőzés (D. csoport) | Angola–Ausztrália  | 1 – 1    | 3 500       |

---
A 2005-ös U17-es labdarúgó-világbajnokságona FIFA JB mérkőzésvezetőnek jelölte.
| Időpont              | Helyszín                      | Mérkőzés típusa              | Mérkőzés             | Eredmény | Nézők száma |
| -------------------- | ----------------------------- | ---------------------------- | -------------------- | -------- | ----------- |
| 2005. szeptember 16. | Nemzeti Stadion, Lima         | csoportmérkőzés (B. csoport) | Uruguay–Mexikó       | 0 – 2    | 8 000       |
| 2005. szeptember 22. | Miguel Grau Stadion, Piura    | csoportmérkőzés (A. csoport) | Ghána–Kína           | 1 – 1    | 15 320      |
| 2005. szeptember 26. | Max Augustín Stadion, Iquitos | egyik negyeddöntő            | Brazília–Észak-Korea | 3 – 1    | 25 000      |

---
Öt világbajnoki döntőhöz vezető úton tevékenykedett. Az 1995-ös női labdarúgó-világbajnokságon, az 1998-as labdarúgó-világbajnokságon, a 2002-es labdarúgó-világbajnokságon, a 2006-os labdarúgó-világbajnokságon valamint a 2010-es labdarúgó-világbajnokságon a FIFA JB bíróként alkalmazta. Női labdarúgó-világbajnokságokon vezetett mérkőzéseinek száma: 3.

##### 1995-ös női labdarúgó-világbajnokság
| Időpont          | Helyszín                      | Mérkőzés típusa              | Mérkőzés                                         | Eredmény | Nézők száma |
| ---------------- | ----------------------------- | ---------------------------- | ------------------------------------------------ | -------- | ----------- |
| 1995. június 9.  | Tingvallen Stadion, Karlstad  | csoportmérkőzés (A. csoport) | Brazília–Németország                             | 1 – 6    | 3 203       |
| 1995. június 6.  | Tingvallen Stadion, Karlstad  | csoportmérkőzés (B. csoport) | Norvégia–Nigéria                                 | 8 – 0    | 4 344       |
| 1995. június 15. | Marcel Saupin Stadion, Nantes | egyik elődöntő               | Egyesült Államok–Norvég női labdarúgó-válogatott | 0 – 1    | 2 893       |

##### 1998-as labdarúgó-világbajnokság
| Időpont             | Helyszín                   | Mérkőzés típusa           | Mérkőzés                | Eredmény | Nézők száma |
| ------------------- | -------------------------- | ------------------------- | ----------------------- | -------- | ----------- |
| 1996. augusztus 31. | Arms Park Stadion, Cardiff | előselejtező (7. csoport) | Wales–San Marino        | 6 – 0    | 15 150      |
| 1997. június 8.     | Olimpiai Stadion, Helsinki | előselejtező (3. csoport) | Finnország–Azerbajdzsán | 3 – 0    | 13 417      |

##### 2002-es labdarúgó-világbajnokság
| Időpont             | Helyszín                    | Mérkőzés típusa           | Mérkőzés            | Eredmény | Nézők száma |
| ------------------- | --------------------------- | ------------------------- | ------------------- | -------- | ----------- |
| 2000. szeptember 3. | Slovan Stadion, Bratislava  | előselejtező (4. csoport) | Szlovákia–Macedónia | 2 – 0    | 4 011       |
| 2001. március 28.   | Qemal Stafa Stadion, Tirana | előselejtező (9. csoport) | Albánia–Anglia      | 1 – 3    | 19 500      |

##### 2006-os labdarúgó-világbajnokság
2004-ben a FIFA JB beválogatta a világbajnokság bővített játékvezetői keretbe, de a szűkített létszámban már nem szerepelt.
| Időpont             | Helyszín                     | Mérkőzés típusa           | Mérkőzés                                              | Eredmény | Nézők száma |
| ------------------- | ---------------------------- | ------------------------- | ----------------------------------------------------- | -------- | ----------- |
| 2004. szeptember 4. | Laugardalsvöllur, Reykjavík  | előselejtező (8. csoport) | Izland–Bulgária                                       | 1 – 3    | 5 014       |
| 2004. október 13.   | Tofik Bahramov Stadion, Baku | előselejtező (6. csoport) | Azeri labdarúgó-válogatott–Angol labdarúgó-válogatott | 0 – 1    | 17 000      |
| 2005. június 8.     | Olimpiai Stadion, Helsinki   | előselejtező (1. csoport) | Finn labdarúgó-válogatott–Hollandia                   | 0 – 4    | 37 786      |
| 2005. szeptember 7. | Ullevaal Stadion, Oslo       | előselejtező (5. csoport) | Norvégia–Skócia                                       | 1 – 2    | 24 904      |
| 2005. október 8.    | Bilino Polje Stadion, Zenica | előselejtező (7. csoport) | Bosznia-Hercegovina–San Marinó-i labdarúgó-válogatott | 3 – 0    | 8 500       |

##### 2010-es labdarúgó-világbajnokság
| Időpont             | Helyszín                        | Mérkőzés típusa           | Mérkőzés                                              | Eredmény | Nézők száma |
| ------------------- | ------------------------------- | ------------------------- | ----------------------------------------------------- | -------- | ----------- |
| 2008. szeptember 6. | Puskás Ferenc Stadion, Budapest | előselejtező (1. csoport) | Magyarország–Dánia                                    | 0 – 0    | 18 984      |
| 2009. augusztus 12. | Ullevaal Stadion, Oslo          | előselejtező (9. csoport) | Norvég labdarúgó-válogatott–Skót labdarúgó-válogatott | 4 – 0    | 24 493      |
| 2009. október 10.   | Luz Stadion, Lisszabon          | előselejtező (1. csoport) | Portugália–Magyar labdarúgó-válogatott                | 3 – 0    | 50 115      |

#### Labdarúgó-Európa-bajnokság
Öt európai-labdarúgó torna döntőjéhez vezető úton tevékenykedett. Az 1996-os labdarúgó-Európa-bajnokságon, a 2000-es labdarúgó-Európa-bajnokságon, a 2004-es labdarúgó-Európa-bajnokságon, a 2008-as labdarúgó-Európa-bajnokságon valamint a 2012-es labdarúgó-Európa-bajnokságon az UEFA JB játékvezetőként foglalkoztatta.

##### 1996-os labdarúgó-Európa-bajnokság
| Időpont             | Helyszín                           | Mérkőzés típusa           | Mérkőzés                                                | Eredmény | Nézők száma |
| ------------------- | ---------------------------------- | ------------------------- | ------------------------------------------------------- | -------- | ----------- |
| 1994. október 12.   | Luzsnyiki Stadion, Moszkva         | előselejtező (8. csoport) | Oroszország–San Marinó-i labdarúgó-válogatott           | 4 – 0    | 10 000      |
| 1995. augusztus 16. | Hüseyin Avni Aker Stadion, Trabzon | előselejtező (1. csoport) | Azeri labdarúgó-válogatott–Szlovák labdarúgó-válogatott | 0 – 1    | 200         |
| 1995. október 11.   | Központi Stadion, Ljubljana        | előselejtező (4. csoport) | Szlovénia–Ukrajna                                       | 3 – 2    | 2 750       |

##### 2000-es labdarúgó-Európa-bajnokság
| Időpont             | Helyszín                          | Mérkőzés típusa           | Mérkőzés                            | Eredmény | Nézők száma |
| ------------------- | --------------------------------- | ------------------------- | ----------------------------------- | -------- | ----------- |
| 1999. március 27.   | Boris Paichadze Stadion, Tbiliszi | előselejtező (2. csoport) | Grúzia–Szlovén labdarúgó-válogatott | 1 – 1    | 20 000      |
| 1999. szeptember 4. | Qemal Stafa Stadion, Tirana       | előselejtező (2. csoport) | Albánia–Lettország                  | 3 – 3    | 4 000       |

##### 2004-es labdarúgó-Európa-bajnokság
A 2004-es Európa-bajnokságon az egyik tartalék, 4. játékvezetője volt.
| Időpont              | Helyszín                       | Mérkőzés típusa           | Mérkőzés                                             | Eredmény | Nézők száma |
| -------------------- | ------------------------------ | ------------------------- | ---------------------------------------------------- | -------- | ----------- |
| 2002. október 12.    | Olimpiai Stadion, Helsinki     | előselejtező (9. csoport) | Finn labdarúgó-válogatott–Azeri labdarúgó-válogatott | 3 – 0    | 11 853      |
| 2003. június 11.     | A.Le Coq Stadion, Tallinn      | előselejtező (8. csoport) | Észtország–Horvátország                              | 0 – 1    | 7 000       |
| 2003. szeptember 10. | Crvene Zvezde Stadion, Belgrád | előselejtező (9. csoport) | Szerbia és Montenegró–Olaszország                    | 1 – 1    | 30 000      |

##### 2008-as labdarúgó-Európa-bajnokság
| Időpont             | Helyszín                          | Mérkőzés típusa           | Mérkőzés                                             | Eredmény | Nézők száma |
| ------------------- | --------------------------------- | ------------------------- | ---------------------------------------------------- | -------- | ----------- |
| 2006. október 7.    | Puskás Ferenc Stadion, Budapest   | előselejtező (C. csoport) | Magyar labdarúgó-válogatott–Törökország              | 0 – 1    | 6 500       |
| 2007. június 6.     | Rasunda Stadion, Solna            | előselejtező (F. csoport) | Svédország–Izlandi labdarúgó-válogatott              | 5 – 0    | 33 400      |
| 2007. szeptember 8. | Boris Paichadze Stadion, Tbiliszi | előselejtező (B. csoport) | Grúz labdarúgó-válogatott–Ukrán labdarúgó-válogatott | 1 – 1    | 25 000      |
| 2007. november 17.  | Olimpiai Stadion, Helsinki        | előselejtező (A. csoport) | Finn labdarúgó-válogatott–Azeri labdarúgó-válogatott | 2 – 1    | 10 300      |

##### 2012-es labdarúgó-Európa-bajnokság
| Időpont           | Helyszín                     | Mérkőzés típusa           | Mérkőzés                          | Eredmény | Nézők száma |
| ----------------- | ---------------------------- | ------------------------- | --------------------------------- | -------- | ----------- |
| 2010. október 12. | St.Jakob Park Stadion, Bázel | előselejtező (G. csoport) | Svájc–Walesi labdarúgó-válogatott | 4 – 1    | 26 000      |

#### Afrikai nemzetek kupája
A 2004-es afrikai nemzetek kupáján a CAF JB felkérésére vezetett mérkőzést.
| Időpont          | Helyszín                | Mérkőzés típusa              | Mérkőzés         | Eredmény | Nézők száma |
| ---------------- | ----------------------- | ---------------------------- | ---------------- | -------- | ----------- |
| 2004. január 29. | Olimpiai Stadion, Szúza | csoportmérkőzés (C. csoport) | Algéria–Egyiptom | 2 – 1    | 15 000      |